# 세미나

세미나(seminar)는 대학 교육 방법의 하나로, 교수의 지도 아래 학생들이 모여 연구 발표나 토론 등을 통하여 하는 공동 연구이다. 요즘에는 전문인 등이 특정한 과제에 대하여 행하는 연수회나 강습회를 세미나라고도 한다.

## 세미나 방식
세미나(seminar)는 대학에서, 교수의 지도 아래 특정한 주제에 대하여 학생이 모여서 연구 발표나 토론을 통해서 공동으로 연구하는 교육 방법이다. 상호 간의 토론을 통하여 의문점을 깊이 있게 추구함으로써 연구자로서의 자질을 향상시키는 데에 목적이 있다. 이러한 세미나 제도는 일반화되어 전문인 등이 특정한 과제에 대하여 행하는 연수회나 강습회에서도 세미나(seminar) 형식을 사용하기도 한다.

## 같이 보기
- 브레인스토밍